# Hnylyj Tikytsch
Der Hnylyj Tikytsch (ukrainisch Гнилий Тікич; russisch Гнилой Тикич/Gniloi Tikitsch) ist der linke Quellfluss des Tikytsch, dem rechten Quellfluss der Synjucha, in den Oblasten Kiew und Tscherkassy der Ukraine.
Der Fluss durchfließt das Dneprhochland und gehört zum Einzugsgebiet des Südlichen Bug. Er ist 157 km lang und entwässert ein Areal von 3150 km². Er wird hauptsächlich von der Schneeschmelze gespeist. Im Sommer fällt der Flusslauf gelegentlich trocken.

## Bekannte Orte an diesem Fluss
- Stawyschtsche
- Lyssjanka
- Swenyhorodka